# Mabuya grandisterrae
Mabuya grandisterrae (гранд-террська мабуя) — вид сцинкоподібних ящірок родини сцинкових (Scincidae). Ендемік Гваделупи.

## Поширення і екологія
Гранд-террські мабуї відомі за кількома зразками, зібраними у 1920 році в місті Пуент-а-Пітр на острові Гранд-Терр.

## Збереження
МСОП класифікує цей вид як такий, що перебуває на межі зникнення, хоча, можливо, цей вид вже вимер внаслідок хижацтва з боку інвазивних мангустів.